# Kup europskih prvaka u rukometu 1990./91.
Ovo je 31. izdanje Kupa europskih prvaka u rukometu. SKA Minsk obranio je naslov. Sudjelovalo je 26 momčadi. Nakon dva kruga izbacivanja igrale su se četvrtzavršnica, poluzavršnica i završnica. 

## Turnir

### Poluzavršnica
- Eti Biskuits (Eskisehir) -  Barcelona 19:31, 16:40
- Dinamo (Astrahan) -  Proleter (Zrenjanin) 19:18, 17:20

### Završnica
- Proleter (Zrenjanin) -  Barcelona 23:21, 17:20

- europski prvak:  Barcelona (prvi naslov)

## Vanjske poveznice
- Opširnije